# خوسيه مينديز ميلو ألفيس
خوسيه مينديز ميلو ألفيس (بالبرتغالية: José Mendes Melo Alves‏) هو سياسي برتغالي، ولد في 12 نوفمبر 1936 بآنغرا دو هروئيسمو في البرتغال، وتوفي في 13 مارس 1991. حزبياً، نشط في الحزب الديمقراطي الاجتماعي (البرتغال). في 1985 Portuguese legislative election ‏، انتخب عضو مجلس الجمهورية ‏ عن دائرة Azores (Assembly of the Republic constituency) ‏ وقد انضم خلال فترته النيابية ‏ للكتلة البرلمانية الحزب الديمقراطي الاجتماعي (البرتغال).